# Djúpivogur
Djúpivogur – niewielka miejscowość na wschodnim wybrzeżu Islandii u wylotu Berufjörður przy drodze nr 1. Administracyjnie leży w historycznym okręgu Suður-Múlasýsla, w gminie Múlaþing (do 2020 roku tworzyła gminę Djúpavogshreppur). W miasteczku znajduje się jeden z ważniejszych portów rybackich, który  wykorzystywany był już w XVI wieku, z początku przez Niemców a później Duńczyków. W 1627 na Djúpivogur napadli piraci z Afryki Północnej, okradając okoliczne farmy i uprowadzając wielu niewolników. Na początku 2021 mieszkało tu 396 osób. Jedynie stąd można dotrzeć na niezamieszkaną wyspę Papey.

## Zabytki
- Löngubuð – skład drewna wybudowany w 1790, obecnie mieści się tu m.in. muzeum (wystawa poświęcona życiu i twórczości rzeźbiarza Ríkarðura Jónssona), kawiarnia, galeria sztuki i rękodzieła
- Álfkirkja – kościół elfów